# Granice (województwo lubelskie)
Granice – wieś w Polsce położona w województwie lubelskim, w powiecie opolskim, w gminie Chodel. Leży przy drodze wojewódzkiej 833 na południe od Godowa.
W latach 1975–1998 miejscowość należała administracyjnie do ówczesnego województwa lubelskiego.
Wieś stanowi sołectwo w gminie Chodel. Według Narodowego Spisu Powszechnego z roku 2011 wieś liczyła 600 mieszkańców.
W latach 2008 oraz 2009, przez miejscowość tę przejeżdżał wyścig kolarski Tour de Pologne.
Wierni Kościoła rzymskokatolickiego należą do parafii Trójcy Świętej i Narodzenia Najświętszej Maryi Panny w Chodlu.